# Граль-Мюріц
Граль-Мюріц (нім. Graal-Müritz) — громада в Німеччині, розташована в землі Мекленбург-Передня Померанія. Входить до складу району Росток.
Площа — 8,34 км2. Населення становить 4080 ос. (станом на 31 грудня 2020).